# Бе-30
Бе-30 (по кодификации НАТО: Cuff — «Манжета») — ближнемагистральный пассажирский самолёт.

## История создания
Работы по новому лёгкому самолёту короткого взлёта и посадки начались в ОКБ Бериева в 1965 году. Самолёт предназначался для замены самого массового самолёта местных воздушных линий Ан-2.
Бе-30 стал последним самолётом, созданным под руководством Георгия Михайловича Бериева.
Создан в ОКБ Бериева. Впервые самолёт, а точнее, макет самолёта под названием Бе-30 был показан на воздушном празднике в Домодедове в 1967 г. Спустя год, 13 июня, лётчик-испытатель М. Михайлов совершил первый полёт на опытной машине. Самолёт успешно прошёл испытания в различных климатических условиях и получил положительные отзывы лётных и технических служб. Опытный самолёт Бе-30 демонстрировался в 1969 году на 28-м международном Салоне в Ле Бурже. Всего были построены восемь самолётов Бе-30.
Бе-32 — многоцелевой самолёт, предназначен для выполнения широкого круга задач при использовании его в пассажирском, транспортном, санитарном и административном вариантах. Разработаны также варианты самолёта для обучения парашютистов и для охраны лесных массивов. Ведущий конструктор Бе-32 — Николай Лавро.
Бе-32 представляет собой модернизацию пассажирского и транспортного самолёта Бе-30. Изменилась главным образом внутренняя компоновка. Теперь в пассажирском салоне можно было разместить до 17 кресел. Все восемь выпущенных «тридцаток» были переделаны в вариант Бе-32, три из которых проходили эксплуатационные испытания в Быковском авиаотряде. Один самолёт выпустили в грузопассажирском варианте с большой грузовой дверью. Бе-32, как и его предшественник, является цельнометаллическим монопланом с высокорасположенным крылом и однокилевым хвостовым оперением. Двухместная кабина экипажа оборудована комплексом современного пилотажно-навигационного и радиоэлектронного оборудования, обеспечивающего полёты днём и ночью, в сложных метеорологических условиях.
Грузовая кабина может быть выполнена в одном из следующих вариантов:
— пассажирская кабина на 16-17 пассажиров;
— грузовая кабина для размещения груза общей массой 1900 кг и объёмом до 17 м³;
— кабина санитарного самолёта для перевозки 6 носилочных и 10 сидячих раненых;
— кабина для перевозки и десантирования 15 парашютистов;
— кабина административного самолёта для перевозки 7 пассажиров на расстояние 1780 км;
— вариант кабины патрульного самолёта для визуального наблюдения за состоянием лесных массивов.

Самолёт имеет трёхстоечное колёсное шасси (передняя стойка убирается в фюзеляж, основные — в продолжения мотогондол двигателей), которое может быть заменено на лыжное шасси или на поплавки, что значительно расширяет возможность применения самолёта в районах с большим количеством водоёмов, северных районах и в условиях Арктики.
Силовая установка самолёта состоит из двух турбовинтовых двигателей ТВД-10 взлётной мощностью 1100 л. с., установленных в мотогондолах под крылом. Поскольку эти двигатели морально устарели, намечалось заменить их на ТВД-20 взлётной мощностью 1375 л. с. Но эти двигатели так и не были подготовлены к установке на самолёт, и на модификациях самолёта Бе-32К и Бе-32ПВ устанавливаются двигатели PK6A-65B, выпускаемые совместным предприятием «Пратт-Уитни Климов» с четырёхлопастными винтами «Hartzell».
Высокая тяговооруженность позволяет «32-му» легко выполнять даже фигуры высшего пилотажа. Примером тому является «боевой разворот» (правда, без пассажиров), демонстрировавшийся на многочисленных выставках. За это качество пилоты прозвали машину «гражданским истребителем».
Ещё в 1976-м лётчик испытатель Е. Лахмостов установил на Бе-32 два мировых рекорда. На высоты 3000 и 6000 м самолёт поднялся за 2,42 и 5,3 мин., что на 26,9 и 28,36 секунды лучше достижения американского лётчика Д. Лилиенталя.
К 1992 году на предприятии чудом сохранился один Бе-32, 17 лет простоявший под открытым небом на окраине заводского аэродрома. Именно эту машину опытной серии решили в 1992—1993 гг. восстановить, переоборудовать в административно-деловой самолёт и затем провести наземные и лётные испытания.
Главным конструктором по теме Бе-32 был назначен С. А. Атаянц, ведущим конструктором по самолёту стал В. Н. Антонов.
Как вспоминает С. А. Атаянц, больше всего удивило то, что, когда машину поставили под ток, то все включалось и все работало. Убедившись, что оборудование в основном сохранилось, стали разбираться с состоянием конструкции планера. На планере в некоторых местах обнаружились отслоения на сотовых конструкциях, отдельные повреждения лакокрасочного покрытия и незначительная коррозия. Но в целом результат осмотра оказался обнадеживающим. Конструкцию планера можно было восстановить без особого труда, сохранив его прочность.
На самолёте были установлены два двигателя ТВД-10Б мощностью 1025 л. с. с реверсивными винтами АВ-24АН (такие двигатели устанавливались на Ан-28). В центроплане поставили четыре мягких топливных бака ёмкостью 300 литров. Радикально обновили радиоэлектронное оборудование. Теперь оно включало курсоглиссадную систему КУРС МП-70, метеорологическую РЛС 17А813Ц, систему спутниковой навигации KLN-90, дальномер СД-75, ответчик СО-72. Устаревшие образцы РЭО заменили на системы нового поколения: радиокомпас АРК-22, радиовысотомер РВ-21, УКВ-радиостанцию «Баклан», КВ-радиостанцию «Кристалл».
Кое-какие детали даже пришлось снимать с Бе-32 ╧05 «ОС» в Монино. К счастью сохранился полный комплект технической документации на опытные машины, что очень облегчило восстановление самолёта.
Первый полёт продолжительностью 24 минуты возрожденный Бе-32 выполнил 12 мая 1993 г. с экипажем в составе лётчика-испытателя В. П. Демьяновского и бортмеханика Э. В. Веделя. Всего, по программе испытаний, в мае 1993 г. Бе-32 выполнил 17 полётов с налётом 18 часов. В отчёте по испытаниям отмечалось, что основные лётно-технические характеристики капитально отремонтированного Бе-32 практически соответствуют характеристикам, полученным на государственных испытаниях в 1971 г.
Первоначально производство Бе-32 планировалось развернуть на Иркутском авиационном производственном объединении (ИАПО). Для этого 16 июня 1993 г. ТАНТК, ИАПО, ОМКБ, «Авиаэкспорт», «Аэроконсалтинг» при поддержке АО «Авиационная промышленность», департамента воздушного транспорта и МАК создали Консорциум по проектированию, производству, эксплуатации и продаже самолётов. ТАНТК передало ИАПО конструкторскую документацию. Однако в связи с тяжелым финансовым положением работы на ИАПО так и не начинали.
Бе-32 (с регистрацией RA-67205) с 5 по 23 июля 1993 г. демонстрировался на 40-м международном авиакосмическом салоне «Париж Айр Шоу Ле-Бурже 93», совершив перелет по маршруту Таганрог — Киев — Жешув (Польша) — Вена (Австрия) — Штутгарт (Германия) — Париж. Пилотировали машину лётчик-испытатель В. П. Демьяновский и штурман М. Г. Андреев.
Вновь появившись спустя 24 года в Ле-Бурже, «новый, старый» Бе-32 вызвал к себе живой интерес, показав, что он не только не устарел, но может на равных соперничать с новейшими машинами своего класса.
С 31 августа по 5 сентября 1993 г. самолёт вместе с амфибиями А-40 и Бе-12П демонстрировался на Мосаэрошоу в г. Жуковском.
В ноябре 1993 г. Бе-32 был представлен на авиасалоне Дубай-93. В период работы салона с 5 по 11 ноября машина выполнила один тренировочный, один зачётный и три демонстрационных полёта.
В Таганроге, при послеполётном осмотре самолёта были обнаружены загнутости и забоины на отдельных лопатках первой ступени компрессора левого двигателя. Причиной этих повреждений могло явиться попадание в воздухозаборник двигателя снега со льдом либо твёрдого предмета (мелкого камня). В результате двигатель пришлось законсервировать, снять с самолёта и отправить для окончательной дефектации и ремонта в Омское МКБ. Положение осложняло то, что ТВД-10Б уже сняли с производства.
Бе-32К стал модернизацией самолёта Бе-32 под канадские двигатели Pratt & Whitney РК6А 65В. Все работы по Бе-32 с ТВД-10 были прекращены. Новые двигатели обладали целым рядом преимуществ перед ТВД-10. Прежде всего, они имели высокий ресурс — 6000 ч, большую мощность — 1100 л. с., более низкий расход топлива и меньшую шумность.
Фирма Pratt & Whitney и Санкт-Петербургское ГУП «Завод им. В. Я. Климова» создали совместное предприятие Pratt & Whitney/Климов, которое планировало наладить выпуск двигателя РК6А-65В в России. В 1994 г. компания предоставила ТАНТК для установки на Бе-32К два двигателя РК6А-65В.
Главным конструктором Бе-32К стал Н. А. Лавро, ведущим конструктором этой теме был назначен А. Г. Бабков.
Самолёт проектировался в соответствии с нормами лётной годности транспортных самолётов АП-25 и FAR-25. Работы по замене двигателей требовали серьёзных затрат, так как для этого нужно было переделать мотогондолы и системы силовой установки, разработать новую систему электроснабжения постоянного тока, заменить установленную на самолёте систему переменного тока и доработать гидросистему. Развертыванию полномасштабных работ по переоборудованию самолёта мешало отсутствие необходимых финансовых средств. Деньги появились летом 1995 г, буквально накануне начала Международного аэрокосмического салона «МАКС-95» в Жуковском.
Работая круглосуточно, опытному производству ТАНТК удалось справиться со сложной задачей и закончить переоборудование Бе-32 в рекордно короткий срок — за полтора месяца. На Бе-32К теперь были установлены два ТВД РК6А-65В фирмы Pratt & Whitney/Климов с четырёхлопастными воздушными винтами НС-Е4А-ЗА/Е10950К диаметром 2,79 метра производства фирмы Hartzel (США). Запуск двигателей электрический, от бортового аккумулятора или наземного источника. Кроме того, источник питания гидросистемы НС74-1 заменили на РМР054-026-02 производства фирмы АВЕХ (Германия), работающий на постоянном токе.
В воздух модернизированную машину поднял лётчик-испытатель Г. Г. Калюжный, а уже через неделю Бе-32К (с той же регистрацией RA-67205) с успехом демонстрировался на «МАКС-95».
Бе-32К привлек внимание авиакомпаний и в 1995 г. был подписан протокол-намерение о его серийном производстве в Румынии. Но сложное экономическое положение как РФ, так и Румынии не позволило реализовать задуманное. Хотя потребность в самолётах этого класса оценивалась в 400 машин.
С 10 по 20 мая 1996 г. машина участвовала в Международном салоне авиационной техники ILA-96 в Берлине, затем - в «МАКСе-97», а также в Международных выставках по гидроавиации «Геленджик 96» и «Геленджик 98». Демонстрация возможностей Бе-32К в сравнении с самыми последними зарубежными машинами этого класса показала, что самолёт стоит в ряду лучших самолётов МВЛ. Опытная эксплуатация Бе-32К подтвердила его высокие лётно-технические и эксплуатационные характеристики.
К комфортабельной и экономичной машине проявлен большой интерес потенциальных покупателей, и программа создания Бе-32К и сейчас ТАНТК имени Г. М. Бериева делает всё возможное в поисках инвесторов для финансирования запуска самолёта Бе-32К в серию.
На основе Бе-32К, по техническому заданию, согласованному с командованием пограничных войск, был разработан проект патрульного самолёта Бе-32ПВ (1994 г.), предназначенного для охраны государственной границы и несения патрульной службы в прилегающих к побережью морских районах, в том числе и в высоких широтах. От базового пассажирского Бе-32К он отличался наличием специального оборудования (тепловизора, аэрофотоаппарата, прицела, дополнительных радиостанций) и возможностью подвески под крыло вооружения (пулемёта калибра 12,7 мм или различных авиабомб).

## Современное состояние
Спустя почти 15 лет проект вновь реанимировали. 29 апреля 2010 г. в СМИ прошла информация о возможном выпуске модификации Бе-32МК на одном из отечественных заводов с омскими двигателями ТВД-10Б. В настоящее время разрабатывается технико-экономическое обоснование и бизнес-план. Потребность в самолётах типа Бе-32 оценивается не менее чем в 1500 шт. Завершение сертификационных испытаний Бе-32 ожидалось в 2012—2013 гг.
Небольшие взлётные и посадочные скорости и широкая колея шасси Бе-32МК позволяют осуществлять взлёт и посадку при боковом ветре до 18 м/с. Самолёт имеет хорошую проходимость по грунтовым аэродромам и прекрасную маневренность при рулении. Самолёт прост в управлении на всех эксплуатационных режимах полёта. Хорошая устойчивость машины вплоть до критических режимов при широком диапазоне центровок и низкая чувствительность к болтанке делают его комфортным для пассажиров. На самолёте возможна установка лыжного и поплавкового шасси, что расширяет возможности его применения в северных районах.
Самолёт Бе-32MК отвечает нормам лётной годности АП-23. Стоимость единицы оценивается в $4 млн, что в четыре раза дешевле, чем его ближайший зарубежный аналог.
В активе ТАНТК им. Г. М. Бериева имеется и 26-местный вариант самолёта — Бе-132.

## Конструкция
В конструкции самолёта были применены новейшие для того времени технологии. Большой процент в конструкции планера составляли трехслойные панели с сотовым заполнителем. Широко использовались клеесварные, клепано-клеевые и клеёные соединения, что обеспечивало значительное снижение веса конструкции планера. Применение монолитных прессованных панелей уменьшило количество технологических соединений.
Пассажирский самолёт Бе-30 предназначен для эксплуатации на местных воздушных линиях. В самолёте размещаются два лётчика и 14 пассажиров. Самолёт представляет собой свободнонесущий моноплан с высокорасположенным крылом.
- Фюзеляж - полумонокок цельнометаллической конструкции. Фюзеляж разделен на шесть отсеков. Первый отсек - передний, в нем размещена кабина пилотов, ниша передней опоры шасси. Второй отсек - отсек оборудования, здесь на этажерках размещены различные приборы, а в нижней части - место для укладки почты и багажа. Третий отсек - пассажирская кабина, где установлено по семь кресел вдоль каждого борта. Четвертый отсек - грузовой, расположен по правому борту фюзеляжа, по левому борту этого отсека установлена входная дверь, здесь же расположен трап в походном положении. Пятый отсек - туалет. Шестой отсек - хвостовой, здесь на этажерках размещена радиоаппаратура.[2]
- Крыло - свободнонесущее, двухлонжеронное, трапециевидное в плане, с прямоугольным центропланом цельнометаллической конструкции. Крыло состоит из центроплана и двух отъёмных консолей. Механизация крыла - двухщелевые закрылки и элероны. Крыло - кессонного типа. В кессонах отъёмных частей крыла расположены топливные баки.[2]
- Хвостовое оперение - стабилизатор с рулями высоты и киль с рулем направления. Стабилизатор в плане имеет трапециевидную форму. Киль стреловидный, трапециевидный. Рули высоты и руль направления имеют осевую аэродинамическую компенсацию и весовую балансировку. Конструкция хвостового оперения - цельнометаллическая.[2]
- Шасси - высокой проходимости - трёхколёсное с пневматиками низкого давления. Передняя стойка убирается в носовую часть фюзеляжа, основные стойки убираются в ниши гондол двигателей. Колеса основных стоек с тормозными шинами. Амортизация шасси масляно-азотная. Конструкция шасси позволяет эксплуатировать самолёт на небольших грунтовых аэродромах.[2]
- Силовая установка - два турбореактивных двигателя ТВД-10 мощностью 970 л. с. каждый. Винты трёхлопастные, реверсивные с изменяемым шагом. Диаметр винта 3 м. Запуск двигателей электрический. Двигатели расположены в мотогондолах и крепятся к переднему лонжерону крыла. В гондолах двигателей установлена система сигнализации и тушения пожара. Топливо находится в четырех баках, расположенных в правой и левой консолях крыла. Общий объем баков 1080 кг.[2]
- Система управления - подразделяется на основную и вспомогательную. Основная система это управление рулями высоты, рулем направления и элеронами. Управление жесткое двойное, штурвальные колонки и педали соединены с рулями и элеронами с помощью тяг, качалок и роликовых направляющих. Управление элеронами смешанное, с учасками гибкой проводки. Вспомогательное управление состоит из управления триммерами и закрылками. Управление триммером руля высоты - механическое с помощью тросовой проводки. Приводы управления рулем направления, элеронами и закрылками - электрические.[2]
- Системы и оборудование - 1. Отопление и вентиляция - поддерживает необходимую температуру воздуха в кабинах, предохраняет стекла от запотевания и производит вентиляцию кабин наружным воздухом. Для каждого пассажира имеется индивидуальная вентиляция в течение всего полёта. Температура воздуха в кабинах плюс 18-20 градусов Цельсия. 2. Противообледенительная система - воздушно-тепловая и электротепловая. Воздушно-тепловая система защищает от обледенения носки крыла, киля, стабилизатора и воздухозаборники маслорадиаторов. Электрическая защищает лопасти и обтекатели втулок воздушных винтов и передние стекла кабины пилотов. 3. Гидравлическая система - состоит из двух самостоятельных систем: правой и левой. Левая система предназначена для уборки и выпуска шасси и торможения колес основных опор.  От насоса левой системы производится зарядка гидроаккумулятора, который обеспечивает аварийный выпуск шасси и управляет левым стеклоочистителем. Правая система - дублирование уборки и выпуска шасси, управление поворотом колеса передней стойки и управление правым стеклоочистителем. 4. Система электропитания - основной источник трёхфазный переменный ток напряжением 200 В частотой 400 Гц, вырабатываемый двумя трехфазными генераторами. Для потребителей постоянного тока установлены два трансформаторно-выпрямительных блока напряжением 27 В. Для питания потребителей переменного тока напряжением 36 В установлены два понижающих трансформатора. Вспомогательным источником электроэнергии служит самолётный аккумулятор, который используется для запуска двигателя при отсутствии аэродромного питания. При эксплуатации самолёта в ночных условиях самолёт снабжен внутренним освещением и светосигнальным оборудованием. 5. Пилотажно-навигационное и радиооборудование - обеспечивает полёты в любое время суток в сложных метеорологических условиях. [2]

## ЛТХ
- Модификация Бе-30
- Размах крыла, м 17,00
- Длина самолёта, м 15,00
- Высота самолёта, м 5,52
- Площадь крыла, м² 32,00
- Масса, кг
  - пустого самолёта 4600
  - нормальная взлётная 5700
  - максимальная взлётная 6100
- Вес топлива, кг 1080
- Тип двигателя 2 ТВД ТВД-10
- Мощность, л. с. 2×970
- Максимальная скорость, км/ч 500
- Крейсерская скорость, км/ч 420—440
- Практическая дальность, км 1200
- Дальность с максимальной загрузкой, км 600
- Практический потолок, м 3000
- Экипаж, чел. 2
- Полезная нагрузка: 14 пассажиров или 1500 кг груза

## Сравнительная характеристика
Во момент завершения государственных испытаний Бе-30 были устроены сравнительные испытания этой машины с вновь созданным Ан-28. По таким показателям, как максимальная скорость, грузоподъёмность, дальность, экономичность, комфортабельность для пассажиров, устойчивость к боковому ветру при посадке Бе-30 уверенно опережал своего конкурента. Но у Ан-28 было очень важное качество — он имел очень удобную грузовую кабину для транспортировки крупногабаритных изделий. В результате Министерством гражданской авиации СССР было принято решение принять в эксплуатацию оба самолёта в пропорции 50 на 50 процентов. Однако из-за отсутствия у КБ Бериева завода, способного производить Бе-30 и появления ещё одного конкурента — Л-410 серийное производство самолёта так и не началось.